# Оргилл, Девер
Девер Аким Оргилл (англ. Dever Akeem Orgill; родился 8 марта 1990 года в Порт-Антонио, Ямайка) — ямайский футболист, нападающий клуба «Антальяспор» и сборной Ямайки.

## Клубная карьера
Во время обучения в школе Девера заметил бывший футболист и тренер Эндрю Эдвардс. Он поспособствовал поступлению Оргилла в академию канадского «Ванкувер Уайткэпс». Из-за травм Девер почти не играл за основную команду, но помог ей завоевать серебро первенства Канады.
Летом 2010 года он вернулся на родину, став футболистом клуба «Сент-Джорджес». 26 сентября в матче против «Портмор Юнайтед» Девер забил свой первый гол за команду.
В 2013 году Оргилл перешёл в финский «Мариехамн». 5 мая в матче против «Интера» из Турку он дебютировал в чемпионате Финляндии. 23 мая в поединке против «Хонки» Девер забил свой первый гол за «Мариехамн». В 2015 году Оргилл помог команде завоевать Кубок Финляндии, став в пятью мячами его лучшим бомбардиром.
В начале 2017 года Девер перешёл в австрийский «Вольфсберг». 11 февраля в матче против «Рида» он дебютировал в австрийской Бундеслиге. Через неделю в поединке «Маттерсбурга» Оргилл забил свой первый гол за «Вольфсберг».
31 января 2019 года Оргилл перешёл в клуб чемпионата Турции «Анкарагюджю» и подписал с ним контракт на полтора года.

## Международная карьера
10 октября 2010 года в товарищеском матче против сборной Тринидада и Тобаго Девер дебютировал за сборную Ямайки.
Летом 2016 года Оргилл принял участие в Кубке Америки в США. На турнире он сыграл в матчах против сборных Мексики и Уругвая.
Оргилл был включён в состав сборной Ямайки на Золотой кубок КОНКАКАФ 2019. В первом матче в групповом раунде против сборной Гондураса забил два гола на 15-й и 41-й минутах и вместе с командой добился победы со счётом 3:2.

## Достижения
Командные
 «Мариехамн»
- Чемпион Финляндии — 2016
- Обладатель Кубка Финляндии — 2015